# Чемпионат СССР по бадминтону
Чемпионат СССР по бадминтону — ежегодный национальный турнир, который проводился с 1963 по 1991 года. Соревнования проводились в пяти олимпийских категориях — мужской и женской одиночных, мужской и женской парных, смешанной парной. После распада СССР Азербайджан, Армения, Беларусь,  Грузия, Латвия, Литва, Молдавия, Россия, Украина и Эстония начали собственные чемпионаты под эгидой EBU. Казахстан, Киргизия, Таджикистан, Туркменистан и Узбекистан вошли в состав Азиатской ассоциации бадминтона.

## Результаты
| Сезон | Место проведения | Мужчины (одиночные) | Женщины (одиночные) | Мужчины (пара)                       | Женщины (пара)                       | Микс                                 |
| ----- | ---------------- | ------------------- | ------------------- | ------------------------------------ | ------------------------------------ | ------------------------------------ |
| 1963  | Москва           | Николай Соколов     | Маргарита Зарубо    | Николай Пешехонов Анатолий Ершов     | Маргарита Зарубо Серафима Смышляева  | Владимир Демин Марина Демина         |
| 1964  | Харьков          | Николай Никитин     | Маргарита Зарубо    | Николай Пешехонов Анатолий Ершов     | Валентина Коровкина Наталья Авдюнина | Владимир Демин Марина Демина         |
| 1965  | Москва           | Константин Вавилов  | Татьяна Новикова    | Владимир Лифшиц Юрий Ермолаев        | Агния Карцуб Олимпиада Марчева       | Николай Никитин Серафима Смышляева   |
| 1966  | Каунас           | Константин Вавилов  | Ирина Натарова      | Константин Вавилов Евгений Блитштейн | Нина Косяк Татьяна Новикова          | Константин Вавилов Татьяна Кочеткова |
| 1967  | Днепропетровск   | Константин Вавилов  | Ирина Натарова      | Константин Вавилов Николай Никитин   | Нина Косяк Татьяна Новикова          | Константин Вавилов Татьяна Кочеткова |
| 1968  |                  | Константин Вавилов  | Татьяна Новикова    | Константин Вавилов Николай Никитин   | Нина Косяк Людмила Маркова           | Виктор Швачко Ирина Натарова         |
| 1969  | Херсон           | Виктор Швачко       | Ирина Натарова      | Константин Вавилов Николай Никитин   | Татьяна Кочеткова Татьяна Шмакова    | Виктор Швачко Ирина Натарова         |
| 1970  |                  | Виктор Швачко       | Ирина Натарова      | Константин Вавилов Николай Пешехонов | Ирина Натарова Гундега Гринума       | Виктор Швачко Ирина Натарова         |
| 1971  | Москва           | Виктор Швачко       | Ирина Натарова      | Константин Вавилов Николай Пешехонов | Ирина Натарова Нина Косяк            | Виктор Швачко Ирина Натарова         |
| 1972  | Горький          | Семён Розин         | Татьяна Кочеткова   | Константин Вавилов Николай Пешехонов | Татьяна Кочеткова Татьяна Шмакова    | Николай Пешехонов Татьяна Шмакова    |
| 1973  | Киев             | Семён Розин         | Ирина Шевченко      | Константин Вавилов Николай Пешехонов | Людмила Маркова Реет Валгмаа         | Константин Вавилов Наталья Дамаскина |
| 1974  | Баку             | Константин Вавилов  | Людмила Маркова     | Константин Вавилов Николай Пешехонов | Людмила Маркова Реет Кулл            | Константин Вавилов Наталья Дамаскина |
| 1975  | Ереван           | Анатолий Скрипко    | Наталья Дамаскина   | Константин Вавилов Николай Пешехонов | Ирина Шевченко Надежда Литвинчева    | Николай Пешехонов Ирина Шевченко     |
| 1976  | Днепропетровск   | Константин Вавилов  | Надежда Литвинчева  | Константин Вавилов Николай Пешехонов | Ирина Шевченко Надежда Литвинчева    | Николай Пешехонов Ирина Шевченко     |
| 1977  | Ростов-на-Дону   | Анатолий Скрипко    | Алла Звонарёва      | Виктор Швачко Владимир Никифоров     | Алла Продан Надежда Литвинчева       | Виктор Швачко Надежда Литвинчева     |
| 1978  | Днепропетровск   | Анатолий Скрипко    | Алла Продан         | Константин Вавилов Николай Пешехонов | Алла Продан Надежда Литвинчева       | Виктор Швачко Надежда Литвинчева     |
| 1979  | Ереван           | Вячеслав Щукин      | Алла Продан         | Константин Вавилов Николай Пешехонов | Алла Продан Надежда Литвинчева       | Анатолий Скрипко Светлана Белясова   |
| 1980  | Харьков          | Анатолий Скрипко    | Светлана Белясова   | Константин Вавилов Николай Пешехонов | Светлана Белясова Наталья Максакова  | Виктор Швачко Надежда Литвинчева     |
| 1981  | Могилёв          | Анатолий Скрипко    | Светлана Белясова   | Леонид Пайкин Виктор Самарин         | Светлана Белясова Вард Погосян       | Виктор Швачко Надежда Литвинчева     |
| 1982  | Днепропетровск   | Анатолий Скрипко    | Татьяна Литвиненко  | Константин Вавилов Николай Пешехонов | Алла Продан Надежда Литвинчева       | Виктор Швачко Надежда Литвинчева     |
| 1983  | Караганда        | Виталий Шмаков      | Татьяна Литвиненко  | Радий Билалов Виктор Самарин         | Светлана Белясова Людмила Сусло      | Виталий Шмаков Светлана Белясова     |
| 1984  | Минск            | Виталий Шмаков      | Светлана Белясова   | Виталий Шмаков Анатолий Скрипко      | Светлана Белясова Влада Белютина     | Виталий Шмаков Светлана Белясова     |
| 1985  | Днепропетровск   | Виталий Шмаков      | Татьяна Литвиненко  | Андрей Антропов Сергей Севрюков      | Татьяна Литвиненко Виктория Прон     | Андрей Антропов Виктория Прон        |
| 1986  | Харьков          | Андрей Антропов     | Ирина Рожкова       | Андрей Антропов Сергей Севрюков      | Татьяна Литвиненко Елена Рыбкина     | Андрей Антропов Светлана Белясова    |
| 1987  | Алма-Ата         | Андрей Антропов     | Влада Белютина      | Андрей Антропов Сергей Севрюков      | Светлана Белясова Елена Рыбкина      | Андрей Антропов Виктория Прон        |
| 1988  | Минск            | Андрей Антропов     | Елена Рыбкина       | Андрей Антропов Сергей Севрюков      | Виктория Прон Татьяна Литвиненко     | Виталий Шмаков Виктория Прон         |
| 1989  | Омск             | Андрей Антропов     | Елена Рыбкина       | Андрей Антропов Николай Зуев         | Елена Рыбкина Влада Чернявская       | Андрей Антропов Елена Рыбкина        |
| 1990  | Киев             | Николай Зуев        | Елена Рыбкина       | Андрей Антропов Николай Зуев         | Елена Рыбкина Влада Чернявская       | Виталий Шмаков Влада Чернявская      |
| 1991  |                  | Андрей Антропов     | Елена Рыбкина       | Андрей Антропов Павел Уваров         | Елена Рыбкина Татьяна Хохлова        | Владимир Смолин Татьяна Арефьева     |